# Ослиные ворота
Ослиные ворота (Porta Asinaria), азинарии — ворота стены Аврелиана в Риме юго-западнее от ворот Сан-Джованни, построенные в 270—273 годах. Именно через эти ворота византийское войско под начальством полководца Велизария вошло в город в 536 году после победы над остготами.
Две круглые башни были пристроены позднее. На воротах видны остатки фасада из травертина и два ряда маленьких окон. В 1084 году ворота были разрушены, в 1408 году они были закрыты, но, возможно, снова открыты, лишь в XVI веке после постройки Porta San Giovanni движение через эти ворота прекратилось.